# Lorino
Lorino (in russo Лорино?) è una Località rurale (selo) nel Čukotskij rajon del Circondario autonomo della Čukotka, in Russia. Si trova sul Mare di Bering. La popolazione nel 2003 era di 1 419 abitanti, di cui 1288 erano indigeni.

## Geografia fisica
Lorino è il più grande villaggio indigeno di tutta la Čukotka, addirittura più grande del capoluogo del rajon in cui si trova, Lavrentija, che è situata a nord-est di Lorino.
Il nome "Lorino" viene dal termine ciukcio per il villaggio, "льурэн" (l'urėn), che significa "campo trovato", nonostante altre fonti suggeriscono che la latinizzazione più adatta sarebbe "Iiuraen".

## Cultura
L'area intorno al villaggio fu usata come set per il film "Начальник Чукотки" (Il capo della Čukotka). Le sorgenti calde di Lorino si trovano a 15 km dal villaggio.
Il villaggio ha un liceo, un asilo, un collegio, un centro culturale, un negozio di alimentari, un ospedale, un ufficio postale e un allevamento con più di 300 volpi artiche. I "Лоринские зори" (Albe di Lorino), un gruppo musicale nativo capeggiato da N. Ginuntegin, ha come base il villaggio.

## Galleria d'immagini

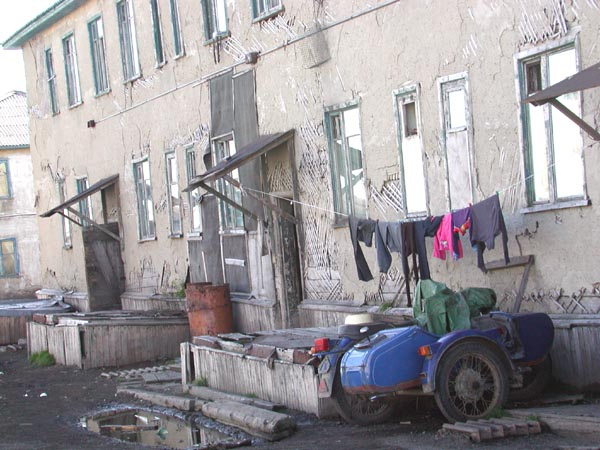
Appartamenti dell'era sovietica
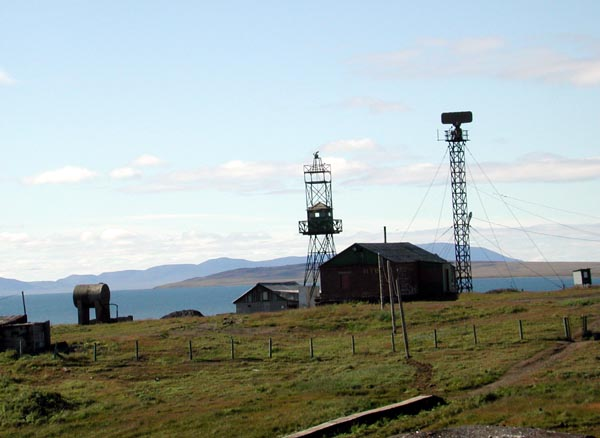
Torre di guardia sovietica
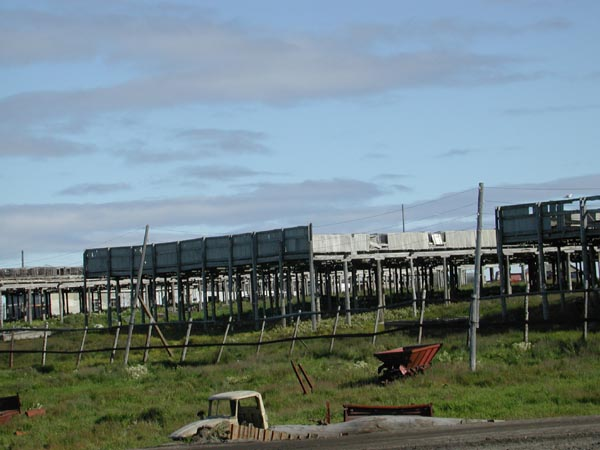
Allevamento di volpi
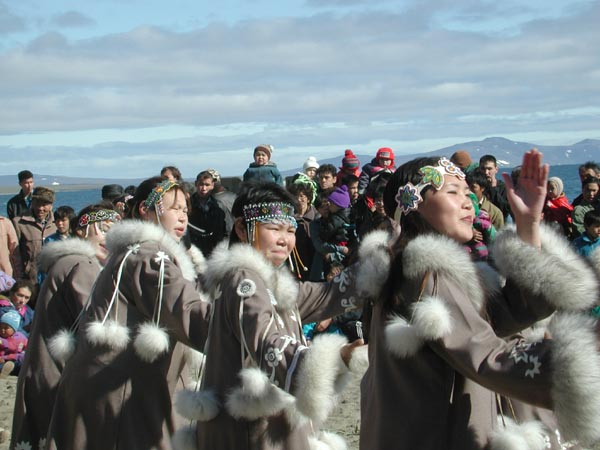
Danzatrici native
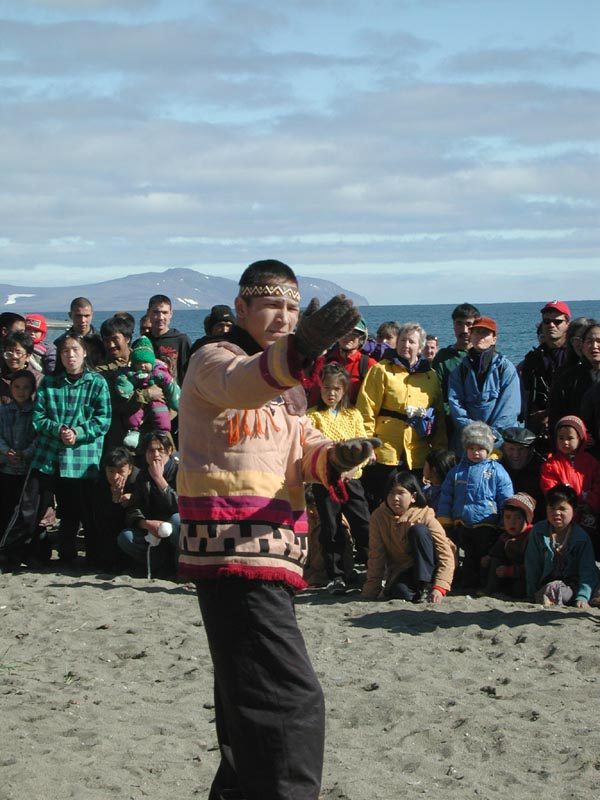
Ragazzo in vestiti tradizionali